# Frei António Carreira
Frei António Carreira (ca. 1550/55 - janeiro de 1599) foi um compositor português do Renascimento, filho do muito mais célebre compositor e mestre de capela António Carreira, o velho e parente de António Carreira Mourão.

## Biografia

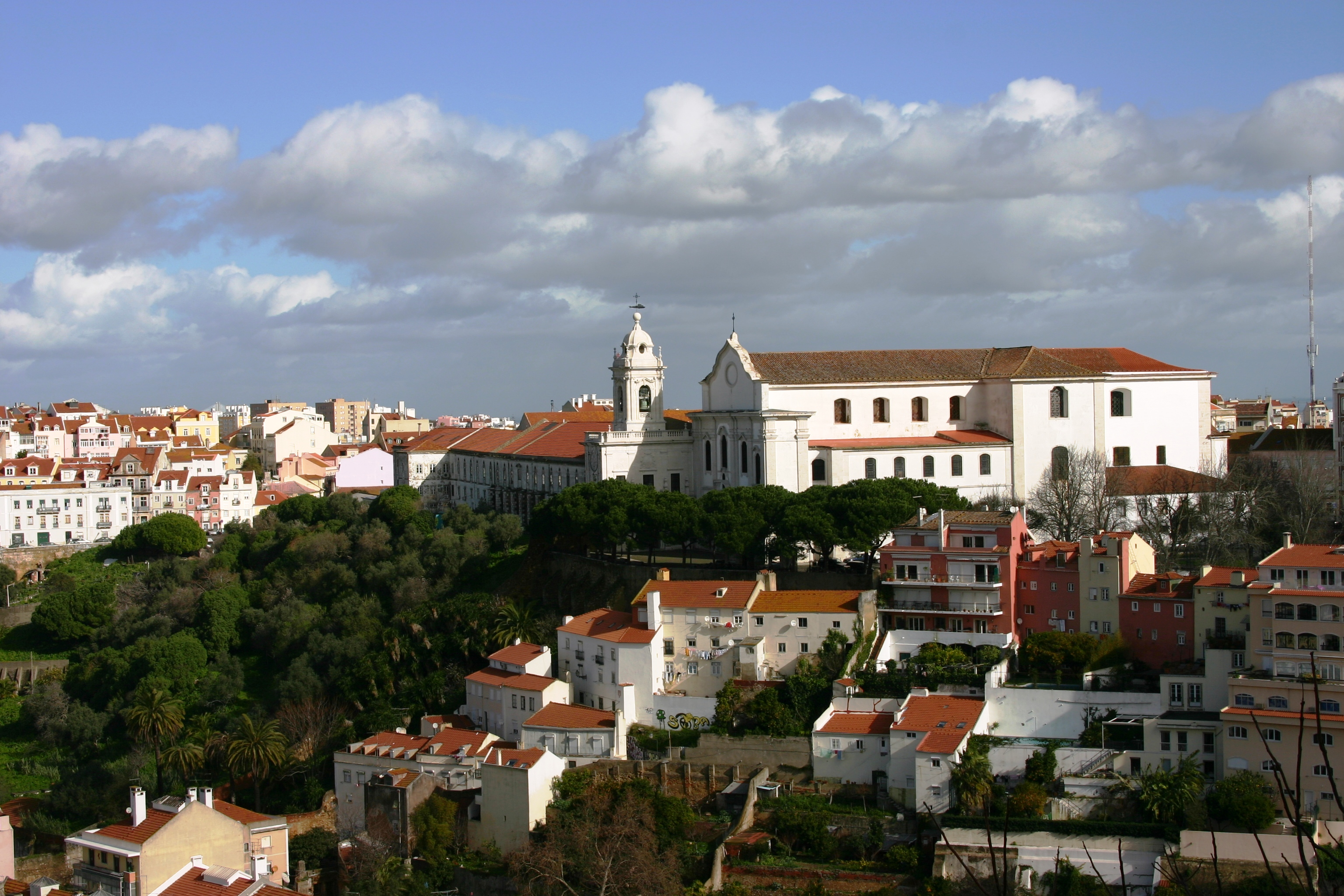
Igreja e convento da Graça na atualidade

Frei António Carreira nasceu por volta de 1550/55. Era filho do célebre compositor, organista e mestre da Capela Real António Carreira, o velho (ca. 1530 - ca. 1594) do qual herdou o nome. Tornou-se religioso da Ordem dos Eremitas de Santo Agostinho e foi, nesta comunidade, músico e compositor. Segundo Diogo Barbosa Machado foi "semelhante ao pai na destreza e suavidade da música".
Sabe-se que morreu no Convento da Graça, na cidade de Lisboa no mês de janeiro de 1599, vítima da peste, quando guardava o desejo de publicar as obras musicais de seu pai. Consequentemente, muitas das obras de António Carreira o velho foram perdidas ao longo do tempo, e as restantes só chegaram a ser impressas na modernidade.

## Obras
As suas peças vocais estão num manuscrito intitulado "Livro de São Vicente" (outrora pertença do fundo deste mosteiro e hoje guardado no Arquivo da  Sé Patriarcal de Lisboa), bem como no MM 40 da Biblioteca Pública Municipal do Porto (BPMP). São dele as seguintes obras:
- Asperges me;
- Gloria, laus, et honor, 4vv;
- Kyrie, 4vv;
- Missa ferial a 4vv (com Kyrie, Sanctus, Benedictus, Agnus Dei e Deo gratias);
- Missa;
- Responsórios da Quinta-Feira Santa:
  - In monte oliveti
  - Tristis est anima mea
  - Ecce vidimus eum
  - Amicus meus
  - Judas mercator pessimus
  - Unus ex discipulos
  - Eram quasi agnus
  - Una hora non potuistis
  - Seniores populi;
- Responsórios da Sexta-Feira Santa:
  - Domine, tu mihi lavas pedes
  - Omnes amici mei
  - Velum templi
  - Vinea mea electa
  - Tamquam ad latronem
  - Tenebrae factae sunt
  - Animam meam dilectam
  - Tradiderunt me
  - Iesum tradidit impius
  - Caligaverunt oculi mei;
- Popule meus;
- Crux fidelis;
- Paixão (Segundo S. Mateus), 4vv (também no MM 40 da BPMP);
- Paixão (Segundo S. Marcos), 4vv;
- Paixão (Segundo S. Lucas), 4vv;
- Paixão (Segundo S. João), 4vv (também no MM 40 da BPMP).

Existem ainda outras 7 peças, anónimas, mas que lhe são atribuídas de acordo com a análise estilística.